# کوژیه
کوژیه (به لاتین: Kožlje) یک منطقهٔ مسکونی در بوسنی و هرزگوین است که در Ilijaš واقع شده‌است.